# Берини, Мария Елена
Мария Елена Берини (род. 9 декабря 1944, Сондрио, Ломбардия) — католическая монахиня и миссионерка. В 2018 году она получила Международную женскую премию за отвагу.

## Биография
Она начинала как послушница Сестёр Божественного Милосердия Жанны-Антид Туре.
С 1963 по 1969 год обучалась на учителя. В 1972 году она уехала в Чад, чтобы работать в сельской школе. В 2007 году приход отправил её в Центральноафриканскую Республику. В 2017 году она укрывала людей в своей католической миссии, когда повстанцы напали на Бокарангу.